# 大久保忠次
大久保 忠次（おおくぼ ただつぐ）は、戦国時代の武将。徳川氏の家臣。

## 生涯
三河松平氏の家臣。天文6年（1537年）松平広忠が伊勢へと追われた時、兄忠俊らと共に広忠の岡崎城帰還に尽力した。天文9年（1540年）渡の合戦、天文11年（1542年）小豆坂の戦いで活躍。天文18年（1549年）第三次安城合戦では捕虜とした織田信広を尾張へと送還する役目を忠俊と共に担った。永禄3年（1560年）刈谷城の合戦で戦功。永禄6年（1563年）三河一向一揆鎮圧にも一族とともに活躍した。